# Hitman – A bérgyilkos
A Hitman – A bérgyilkos (Hitman) egy 2007-es amerikai akciófilm, mely a Hitman című videójáték-sorozat alapján készült. A címszerepben Timothy Olyphant látható, a rendezői székben a francia Xavier Gens ült, a forgatókönyvet Skip Woods jegyzi, akinek előző munkája a Kardhal volt. A film bemutatója az Amerikai Egyesült Államokban és Magyarországon egyaránt a 2007-es novemberi Hálaadás-hétvégén volt.

## Szereplők
| Szereplő                | Színész          | Magyar hang       |
| ----------------------- | ---------------- | ----------------- |
| 47-es ügynök            | Timothy Olyphant | Kamarás Iván      |
| Mike Whittier felügyelő | Dougray Scott    | Haás Vander Péter |
| Nika Boronina           | Olha Kurilenko   | Pikali Gerda      |
| Jurij Marklov           | Robert Knepper   | Sebestyén András  |
| Mihail Belikoff         | Ulrich Thomsen   | Végh Péter        |
| Udre Belikoff           | Henry Ian Cusick | Szakács Tibor     |
| Jenkins                 | Michael Offei    | Schneider Zoltán  |

## Történet
|  | Alább a cselekmény részletei következnek! |

A csupán 47-es ügynökként ismert professzionális bérgyilkos legnagyobb fegyvere az erős idegrendszere és a munkája iránti eltökéltsége. A „47” a tarkóján található vonalkód-tetoválás utolsó két számjegye.
A 47-es üldözőből üldözötté válik, mikor egy politikai hatalomátvétel közepébe csöppen. Az Interpol és az orosz titkosszolgálat is a nyomában van a Kelet-Európán átívelő hajsza során, miközben próbál rájönni, ki ültette fel és miért akarják kivonni a forgalomból. Ám mégis, a legnagyobb fenyegetést életére talán lelkiismerete felszínre törekvése és az ismeretlen érzelmek jelentik, melyeket egy gyönyörű, meggyötört nő vált ki belőle.

## Háttér
2003 februárjában a Hitmant fejlesztő és forgalmazó cégek, az Eidos és az IO Interactive tárgyalásokba kezdett hollywoodi produkciós cégekkel a játék vászonra adaptálásáról. Végül a 20th Century Fox vásárolta meg a jogokat, s felbérelték Skip Woods-ot a forgatókönyv megírására, illetve Vin Dieselt a főszerepre, és az ügyvezető produceri feladatok ellátására. 2006 decemberében Diesel visszalépett, így a következő év januárjában Timothy Olyphant került a helyére, Xavier Gens pedig a rendezői székbe. Márciusban csatlakozott Dougray Scott, mint a 47-es ügynök ellenfelének megszemélyesítője, továbbá Olga Kurilenko, Robert Knepper, Ulrich Thomsen és Michael Offei is leszerződött a filmhez.
A forgatás a 2007. március 27-ei héten vette kezdetét Szófiában, Bulgáriában, s 12 hétig tartott. A másodstáb londoni, isztambuli, szentpétervári és dél-afrikai helyszíneken rögzített jeleneteket.
A bemutatót eredetileg 2007. október 5-ére tűzték ki, de ezt áttolták november 21-ére, a Hálaadás-hétvégét megelőző szerdára.